# 神奈川県立相模大野高等学校
神奈川県立相模大野高等学校（かながわけんりつ さがみおおのこうとうがっこう）は、神奈川県相模原市南区相模大野にあった公立の高等学校。男女共学。通称は大野高。

## 概要
商業地区でありながら閑静な住宅街にあり、相模原市内では神奈川県立相模原高等学校と並ぶ進学校として認知されていた。開校から数年間は学区制の影響や、交通事情の関係（相模原市北部から南部へ行く場合、鉄道だと町田市もしくは座間市を通過しなければならない）、そして周囲に同程度の高校が存在する（神奈川県立相模原高等学校、神奈川県立大和高等学校など）ことなどから、大半は相模原市南部からの通学であったが、学区制廃止以降、閉校時までに在籍していた生徒の6割が旧相模原南部学区外から通学していた。

## 沿革
- 1985年4月 - 米陸軍医療センター（元相武台陸軍病院）跡に開校する。
- 2009年 - 中等教育学校へ移行する。
- 2014年3月 - 廃校。

## 設置課程
- 全日制普通科

2学期制を1998年度から実施している。

## 中等教育学校への移行
- 相模大野高校は2009年から中等教育学校（神奈川県立相模原中等教育学校）に移行する（神奈川県内では大原と相模大野の2校）ため、2012年度から募集を停止し、2013年度をもって廃校した。

## 所在地
- 神奈川県相模原市南区相模大野4-1-1

## 最寄駅
- 小田急小田原線・小田急江ノ島線 相模大野駅
  - 相模大野駅から徒歩約10分、最寄のバス停は南中前（なんちゅうまえ）である。

## 立地条件
- 付近は相模大野高校同様、米陸軍医療センター返還跡地に相模大野中央公園・グリーンホール相模大野・相模大野図書館・など文化施設が点在し、文教地区として（付近の地名は「文京」）小・中・高・大学が密集する。
- 相模原市における商業的中心地のひとつである相模大野に位置し、周辺は伊勢丹相模原店や相模大野駅ビルの相模大野ステーションスクエアなど大規模な複合的商業施設から大野銀座などの商店街が共存する、活気ある町である。
- 最寄り駅である相模大野駅は、小田急江ノ島線と同小田原線の分岐点で乗降客が多い。

## 象徴

### 校章
「大野」の文字を円で囲んだものである。

### 校歌
作詞：大鹿悦子　補作：小杉高昭　作曲：寺島雅春
三番からなる若々しさ溢れる曲調に、相模野の自然や気概に満ちた高校生活を謳いこんでいる。自校名は三番のみに記されるため、運動部の応援（野球部における夏の甲子園予選など）などで不便な場合がある。中等教育学校へ移行する際、四番が生徒と教師によって追加される。

### スクールカラー
- 事実上のスクールカラーは臙脂である。

## 施設

### 校舎
- 一般的なH型に配置され、屋根は切妻屋根を採用し、エンタシスを模した柱を三本配した正面玄関、黄土色の塔屋（ただし登れない）、各所のステンドグラス、吹き抜けの図書館など随所にデザインがある。
- 北棟・西棟・南棟・東棟・中央棟に分かれ、中央棟と体育館の下にピロティ（出入り口などのため扉や壁が二面ある）がある。
- 塔屋を除き3～4階である。
- 色調は全般にアイボリーホワイトで、屋根の部分はこげ茶である。

### その他
- 土地などの制約上プールが無い。体育授業時、近傍の学校プールを借用した時期もあるが、現在プール授業が無い。
- 構内の前庭は赤レンガ敷き、中庭は幾何学模様で、前庭左奥の「思索の小径」にはレプリカの埴輪を配する。
- 体育館は2階部分にあり、1階部分は一部ピロティである。
- グラウンド周囲はマテバシイで覆われ、構内は松や桜などの木々で囲われている。
- テニスコートは4面設置される。
- 駐輪場は2箇所あり、主に3年生用として使用される側に屋根がある。

## 学園生活
- 基本的に自由な校風で、近年、大学への進学実績も高い。7割以上の生徒が現役で大学に進学するが、大学へのアクセシビリティで受験する傾向がある。

### 学園祭
- 「蒼碧祭（そうへきさい）」と呼ばれ、毎年9月に行われる。
- 体育祭では「応援団」による応援合戦が目玉である。応援団幹部は1月頃より活動を始め、6月頃は多くの者が徹夜など没頭する。幹部以外の団員は前期の中間試験後から本格的に活動を始め、朝練、昼練、放課後練、夜練を行なう。また、ダンスの質の高さでも知られる。

### 部活動
- 全体に地味な構成である。
- 校史が浅く、活動は全体的に地味で、多くが県大会レベルを出ないが、陸上競技部はある程度の実績がある。
- 文化部では、クラシックギター部が全国高等学校総合文化祭出場など実績がある。

### 卒業式
- 卒業式では卒業生による菓子投げが恒例となっていたが、飛来する飴などで怪我をする恐れや、落花生が散乱したことなどにより、2006年度をもって廃止された。

## 出身者
- 落合真彩（フレスコボール選手、フリーライター）
- きら（漫画家）
- 畠中祐（俳優、声優）
- 宮本ともみ（元女子サッカー選手・元サッカー日本女子代表）